# Fresne-le-Plan
 Fresne-le-Plan  es una población y comuna francesa, en la región de Alta Normandía, departamento de Sena Marítimo, en el distrito de Rouen y cantón de Boos.

## Demografía
| 245 | 232 | 320 | 369 | 379 | 456 |
| Para los censos de 1962 a 1999 la población legal corresponde a la población sin duplicidades (Fuente: INSEE [Consultar]) |     |     |     |     |     |